# Germanische Seherin
Als Prophetinnen und Wahrsagerinnen sind Seherinnen bei den germanischen Völkern und Kulturen in der Zeit von der Antike bis zum Hochmittelalter bezeugt.

## Hintergrund
Bereits in der Edda gibt es das Götterlied Völuspá, eine Weissagung der Seherin altnordisch Völva ‚Stabträgerin‘, die in ihren Prophezeiungen von der Entstehung und dem Ende der Welt berichtet.
Die Riesin Angurboda, die zum Geschlecht der Jotnen- oder Thursen gehörte, galt als Seherin oder Weissagerin, da sich dieses Geschlecht, nach dem germanischen Glauben, im Besitz der Weisheit und Prophezeiung befand. Ihr wurde daher der Name Völva gegeben, eine Bezeichnung der Menschen für weissagende Frauen. Allgemein wurde vermutet, dass selbst die verstorbenen Seherinnen sowohl vergangenes und gegenwärtiges, als auch zukünftiges besser kannten, als die lebenden. So wurden die Toten aus dem Grabe heraufbeschworen, um Antworten über Schicksalsrätsel zu erhalten. Insbesondere jene Seherinnen, die schon zu Lebzeiten als Orakel weissagten, wurden nach dem Tod heraufbeschworen.
Bei vielen Stämmen der Germanen galten Frauen als weise und besaßen neben prophetischen Gaben auch magische Kräfte. Damit verbunden war der Glaube, dass die Frauen das Schicksal der Menschen bestimmen. Dies zeigt sich auch drin, dass die Schicksalsgöttinnen, die Nornen, das Leben bestimmten und niemand diesem Schicksal entrinnen könne.
Von den Kimbern und Teutonen berichtet Strabon (7,2), dass ihr Kriegszug 120 v. Chr. (Kimbernkriege) von bestimmten alten Frauen begleitet worden sei, die aus dem Blut von Gefangenen die Zukunft voraussagten.
Cassius Dio (Historia Romana 55, 1) berichtet vom Feldzug des Drusus in die niederdeutsche Tiefebene (9 v. Chr.), dass diesem der Durchzug bis zur Elbe durch eine körperlich große, oder vom Wesen her übermenschlich wirkende Frau warnend verwehrt wurde, sodass Drusus den Feldzug abbrach.
Tacitus berichtet etwa um 100 n. Chr. in seiner Germania (Kap. 8), dass die Germanen glaubten, den Frauen liege an sich Heiliges und Seherisches inne.

## Bekannte Seherinnen
- Albruna, aus dem handschriftlichen „Aurinia(m)“ (Tacitus, Germ. 8,2) so verbessert (Konjektur), ist „die mit dem Geheimwissen der Alben versehene“. Augenscheinlich hatte sie während der Feldzüge des Drusus und Tiberius einiges Ansehen und erscheint deshalb in den Berichten des Tacitus.[5][6] Der germanisierte Name setzt sich aus alb- und -rüna zusammen.[7]
- Ganna, eine Seherin, die nach Cassius Dio (67.5) während der Zeit Domitians bei den Semnonen in hohen Ehren stand.
- Veleda, aus dem Stamme der Brukterer stammend, taucht in den Quellen mehrfach auf, und erlangte Berühmtheit, als sie in der Zeit des Bataveraufstandes (69/70 n. Chr.) den Untergang der römischen Truppen vorhersagte. Ihr Name könnte auch nur eine Standesbezeichnung (Seher, weise Frau) sein, entsprechend dem urkeltischen Wort velet („Seher, Dichter“). Simek führt dazu aus, dass er den Zusammenhang mit völva, das zwar lautlich verwandt sei, eher für unwahrscheinlich hält.[8] Sie soll in einem Turm an der Lippe gewohnt haben.[9]
- Waluburg, eine vermutlich suebische Seherin, die in Ägypten im Dienst der Militärverwaltung stand.[10] Karl Helm ordnet sie den semnonischen Seherinnen zu.[11]

Andere Seherinnen sind die in der Ursprungssage der Langobarden genannte Gambara und die in den fuldischen Annalen (MG.1 365) für das Jahr 847 bezeugte Thiota aus Alamannien.
Eine literarisch-fiktionale Rezeption einer paganen Seherin findet sich in der Figur der Þórbjörg lítilvölva aus der altwestnordischen Sagaliteratur in der Eiríks saga rauða. In der Darstellung werden alte überkommene heidnische Inhalte reflektiert.